# Нора Субшінскі
Нора Субшінскі (нім. Nora Subschinski, 5 червня 1988) — німецька стрибунка у воду.
Учасниця Олімпійських Ігор 2004, 2008, 2012, 2016 років.